# Miaoux Miaoux
Джулиан Виктор Корри (родился 20 июня 1985), более известный, как Miaoux Miaoux, — британский продюсер, музыкант и автор песен, в данный момент работающий в Глазго, Шотландия. Он выпускается под лейблом Chemikal Underground Records, которые выпустили его альбомы Light of the North и School of Velocity. До сольной карьеры Корри принимал участие в группе Maple Leaves из Глазго.
На данный момент Корри является участником рок-группы Franz Ferdinand. Он также создал ремиксы на CHVRCHES, Belle & Sebastian и Lindstrom, помимо многих других. На своих записях Корри играет на всех инструментах сам, а выступает с барабанщиком Лиэмом Чапменом (Prehistoric Friends, Quickbeam, Friends in America) и басистом Лиэмом Грэмом.

## Ранние годы и образование
Корри родился в Ноттингеме, Англия. Раннее детство он провел в Перу, где работал его отец. Корри с ранних лет учился играть на фортепиано, а старший брат познакомил его с музыкой с использованием семплов, включая Portishead и the Propellerheads. Он получил образование звукооператора в Университете Суррея.

## Карьера
После выпуска из университета, Корри начал работать в BBC Scotland звукорежиссёром.
Альбом Light of the North был записан и спродюсирован самим Корри и смиксован Полом Саваж в студии Chem 19 Recording Studios. Пластинка была номинирована на награду «Альбом года» Шотландии в 2013 году. Обложка альбома была сделана Джеймсом Хьюстоном, который часто работает с Корри, частично в Polybius, короткометражке для Random Acts на Channel 4, которую срежиссировал Хьюстон. Корри спродюсировал сингл «I.D.L.U» Bdy_Prts, проект Джилл О’Салливан из Sparrow and the Workshop и Дженни Рив из Strike the Colours, который был выпущен 3 марта 2014 года. Он также работал с комиком Робертом Флоренс, продюсировал композиции для телевизионного шоу Burnistoun. Компания Флоренса, Bold Yin Productions, также продюсировала короткометражку Рейчел Маклин Germs для Channel 4, для которой Корри предоставил музыку и звуковой дизайн. Корри продолжил работать с Рэйчел над дальнейшими проектами вместе с Национальным Театром Шотландии.
Альбом был приятно воспринят изданиями Drowned in Sound, The Scotsman, The Skinny, The Line Of Best Fit, а также The List.
19 мая 2017 года было анонсировано, что Корри присоединился к Franz Ferdinand в качестве нового игрока на клавишных, синтезаторе и электрогитаре.

## Дискография

### Miaoux Miaoux

#### Альбомы
- Rainbow Bubbles, выпущен 20 августа 2007 года, Koshka Records
- Light of the North, выпущен 8 июня 2012 года, Chemikal Underground Records[13]
- School of Velocity, выпущен в июне 2015 года[14]

#### EP
- Blooms, выпущен 16 марта 2010 года, Test Pilot Music Ltd
- The Japanese War Effort/Fox Gut Daata/Miaoux Miaoux/Wounded Knee Split EP, выпущен 6 декабря 2010 года, Gerry Loves Records
- Autopilot, выпущен 12 октября 2012 года, Chemikal Underground Records[15]

#### Синглы
- «Hey Sound», выпущен 23 мая 2011, Eli and Oz
- «Better for Now», выпущен 15 июня 2012 года, Chemikal Underground Records

### С Franz Ferdinand
- Always Ascending, выпущен 9 февраля 2018 года, Domino Recording Company

### С Maple Leaves

#### EP
- Kirsty/Easyspeak, выпущен 9 июля 2009 года
- Tapestry, выпущен 2 июня 2010 года
- Golden Ether, выпущен 20 октября 2010 года, Bubblegum Records
- Threads, выпущен 14 февраля 2011 года (включая композиции-ремиксы Miaoux Miaoux)
- Robots, выпущен 27 мая 2012 года

## Ремиксы
- Arab Strap, The First Big Weekend of 2016
- CHVRCHES, The Mother We Share, The Mother We Share (single), выпущен 13 сентября 2013 года (только винил), National Anthem Records
- Belle & Sebastian, Your Cover’s Blown, The Third Eye Centre (album), выпущен 26 августа 2013 года, Rough Trade
- Panamah, Born Af Natten, Sounds of Copenhagen Volume 11 (compilation album), выпущен 19 августа 2013 года, Good Tape Records
- I am Dive, The Cliff, Driftwood (album), выпущен 16 июня 2013 года, Foehn Records
- Шопен, 2 Nocturnes op.55: no.1 in F minor, Variations of Chopin (remix compilation album), выпущен 13 мая 2013 года, too many fireworks records
- Lindstrom, Rà-àkõ-st, promotional release for Smalhans (album) выпущен 17 октября 2012 года, The Quietus
- Human Don’t Be Angry, 1985, 1985 (single), выпущен 18 мая 2012 года, Chemikal Underground Records
- Discopolis, Zenithobia, Zenithobia (Remixes) (EP), выпущен 5 марта 2012 года, KIDS Records
- Adam Stafford, Shot-down You Summer Wannabes, Fire & Theft (single), выпущен 22 августа 2011 года, Wise Blood Industries
- Futuristic Retro Champions, May The Forth, Love and Lemonade (album), выпущен 4 апреля 2011 года, Everything Flows
- Japanese War Effort, Ribbit, The Japanese War Effort/Fox Gut Daata/Miaoux Miaoux/Wounded Knee Split EP (EP), выпущен 6 декабря 2010 года, Gerry Loves Records
- Zoey Van Goey, Song to the Embers, Foxtrot Vandals (single), выпущен 15 октября 2007 года, Zoey Van Goey